# Scyphostachys pedunculatus
Scyphostachys pedunculatus là một loài thực vật có hoa trong họ Thiến thảo. Loài này được Thwaites miêu tả khoa học đầu tiên năm 1859.